# Ben Gillies
Benjamin David Gillies (Newcastle, 24 d'octubre de 1979) és un músic australià conegut per ser el bateria de la banda de rock alternatiu Silverchair.

## Biografia
Va néixer a Merewether, barri de Newcastle (Nova Gal·les del Sud) com els altres dos components de Silverchair. És cosí de Kylie Gillies, presentadora del canal de televisió australià Channel 7. La seva família forma part de l'organització Surfrider Foundation que promou la neteja de l'aigua de l'oceà.
Malgrat haver-se publicat la declaració de Gillies amb la seva xicota Hayley Alexander, ballarina també australiana, realment només s'ha casat amb Jakica Ivancevic el juny de 2010. La seva dona és psíquica i va participar en el programa de telerealitat The Real Housewives of Melbourne del canal australià Arena.

## Carrera
A part de la bateria, també toca la guitarra i el baix, coneixements que va aprofitar per ensenyar a tocar el baix a Chris Joannou abans de formar Silverchair. Mentre el grup no es trobava de gira, també donava classes de bateria a temps parcial en l'escola musical Rosie's School of Rock de la seva ciutat natal.
En els dos primers àlbums de Silverchair, Gillies va participar activament en la composició de les cançons juntament amb el cantant Daniel Johns. Progressivament, Johns va anar agafant més protagonisme fins en els últims treballs, tota la composició va al seu càrrec.
Aprofitant la baixa de Johns per problemes de salut i la corresponent inactitivitat de Silverchair, Gillies va formar part del grup Tambalane amb Wes Carr. Aquest grup no va tenir gaire èxit i es va dissoldre en confirmar-se la tornada de Silverchair. Amb la dissolució de Silverchair l'any 2011, Gillies va treballar en un àlbum en solitari durant uns mesos, però finalment va formar la banda Bento, de la qual és el cantant.